# 훙메이
훙메이(紅薇, 본명: 뤄전, 본명 한자: 羅珍, 1918년 ~ 2011년 10월 12일)는 중화인민공화국 홍콩 특별행정구의 영화배우 겸 성우이다.

## 생애
그녀는 중화민국 허베이 성 베이징에서 출생하여 지난날 한때 중화민국 내몽골 자치구 시린궈러 맹 샹황 기에서 잠시 유아기를 보낸 적이 있으며 1940년 중화민국 영화 《춘(春)》을 통하여 영화배우 데뷔하였다. 1950년 1월 8일 이후에 홍콩으로 이주하였고 그 이후로는 홍콩에서 영화배우와 성우로 활동을 하였다.
2011년 10월 12일, 향년 93세로 별세하였다.

## 가족 관계
- 아들: 친페이
- 아들: 장다웨이
- 아들: 얼퉁성